# Дмитревская, Марина Юрьевна
Мари́на Ю́рьевна Дмитре́вская (род. 12 октября 1953, Вологда) — советский и российский театральный критик и театровед. Кандидат искусствоведения, профессор. Создатель, главный редактор и директор «Петербургского театрального журнала». Арт-директор всероссийского театрального фестиваля «Пять вечеров» имени А. Володина.

## Биография
Родилась в Вологде в семье преподавателей Вологодского пединститута. Отец — Юрий Дмитриевич Дмитревский, доктор географических наук, автор многочисленных монографий, первый почетный африканист России. Мать — Тамара Алексеевна Беседина, кандидат филологических наук, литературовед, автор статей и книг. Дед по отцовской линии — Дмитрий Дмитриевич Дмитревский, известный в Череповце и Ярославле врач-фтизиатр. Дед по материнской линии — Беседин, Алексей Григорьевич — был первым, потом последним городским головой Новониколаевска (Новосибирск) и вошёл в его историю как деятельный просветитель.
В 1976 году окончила Ленинградский государственный институт театра, музыки и кинематографии (ныне — Российский государственный институт сценических искусств — РГИСИ), театроведческий факультет, специальность «Театровед».
1976—1977 — завлит Архангельского театра драмы им. Ломоносова.
1977—1981 — аспирантура театроведческого факультета ЛГИТМиК.
В 1983 году защитила кандидатскую диссертацию «Русская историческая классика на современной сцене» (оппонентами были Юрий Сергеевич Рыбаков и Анатолий Яковлевич Альтшуллер). С 1982 — лаборант, преподаватель, затем старший преподаватель, доцент, профессор кафедры русского театра и театральной критики театроведческого факультета РГИСИ.
В конце 1980-х со студентами организовала рукописный театральный журнал «Представление», выходивший до 1992 года (хранится в Театральной библиотеке Санкт-Петербурга, отдел редкой книги). Часть редакции «Представления» (Леонид Попов, Ирина Бойкова) вошли потом в состав редакторов-учредителей «Петербургского театрального журнала».
В 1992 году с группой молодых критиков (Леонид Попов, Ирина Бойкова, Марина Заболотняя, Марина Корнакова, Елена Феофанова (Вестергольм), Лилия Шитенбург) организовала «Петербургский театральный журнал», стала его главным редактором, а с 1998 — и директором. «ПТЖ» стал центральным театральным изданием России, в некоторые годы оставаясь единственным бесперебойно выходящим толстым театральным журналом, что зафиксировал, например, состоявшийся в марте 1999 года в Москве Всероссийский театральный форум. 
С 2001 — арт-директор Всероссийского театрального фестиваля «Пять вечеров» им. А. Володина.

### Преподавательская деятельность
С 1982 вела семинар по театральной критике на театроведческом факультете РГИСИ, преподавала редакционно-издательское дело, вела лабораторию журналистов, пишущих о культуре в Самаре, неоднократно вела другие региональные лаборатории по театральной критике. Уволена из РГИСИ 5 июня 2024 приказом ректора Пахомовой Н. В., что вызвало протесты студентов и педагогов.

### Творчество
С 1977 года М. Дмитревская активно занимается театральной критикой, практически сразу начинает регулярно выступать со статьями в журнале «Театр», что было редкостью для ленинградских театроведов в те годы. Быстро завоевывает всесоюзную известность как ведущий театральный критик: печатается в журналах «Московский наблюдатель», «Театральная жизнь», «Аврора», «Кукарт», «Современная драматургия», «Планета Красота» и др., в газетах «Культура», «Экран и сцена», «Правда», «Известия», «Российская газета», «Литературная газета», «Час пик», «Невское время» и др., научных сборниках, зарубежных изданиях Англии, Германии, Чехии, Венгрии, Италии, Франции, Эстонии и др.
В разные годы вела театральные разделы в программах на петербургском телевидении. Позднее была автором телевизионных фильмов о Товстоногове, Володине и пр.
Автор более чем 2000 статей в театральной периодике, а также книг «Театр Резо Габриадзе» (2005), «Разговоры» (2010), «Охотничьи книги» (в трёх томах, 2010), «Другие разговоры» (2019), «Театр Резо Габриадзе как художественный феномен» (2019), составитель сборников «О Володине. Первые воспоминания». Книги первая и вторая (2004 и 2006 гг.), «Учителя» (2014), «Без цензуры: молодая театральная режиссура XXI века» (2016).

### Премии
- 2006 — театральная премия им. А. Кугеля[2].
- 2006 — премия АСКИ «Лучшая книга года» за книгу «Театр Резо Габриадзе»[источник не указан 4107 дней].
- 2007 — премия «Золотое перо»[3].
- 2008 — премия «Золотой бубен» за лучший сценарий телевизионного фильма («Печальный марафон», режиссёр Владимир Непевный)[4].
- 2018 — Международная премия им. Станиславского.

### Участие в фестивалях и конференциях
В разные годы была членом жюри и членом экспертного совета национальной театральной премии «Золотая маска», председателем жюри и председателем экспертного совета фестиваля «Сибирский транзит», членом жюри или работающим критиком фестивалей «Реальный театр» (Екатеринбург), «Контакт» (Польша, Торунь), «Золотая репка» (Самара), «Радуга» (Санкт-Петербург), им. А. Вампилова (Иркутск), «Весёлая коза», фестивалей в Тбилиси, Ташкенте, Баку, Томске, Челябинске и пр.

### Конфликт с председателем Союза театральных деятелей Александром Калягиным
Во время обсуждения планов реконструкции Дома ветеранов сцены в 2006 году разгорелся конфликт Марины Дмитревской с председателем Союза театральных деятелей Александром Калягиным. Калягин счёл одну из публикаций «Петербургского театрального журнала» оскорбительной для его чести и достоинства, оценив ущерб в полмиллиона рублей. Однако суд уменьшил эти требования, взыскав с «Петербургского театрального журнала» один рубль, а с журналистки журнала Марины Дмитревской — одну тысячу рублей. 2 мая 2013 года перед завершением реконструкции Дом ветеранов сцены посетил Владимир Путин. Александр Калягин рассказал Президенту  РФ о ходе работ и их результатах. 25 октября 2013 года Председатель Союза театральных деятелей России Александр Калягин и Управляющий делами Президента РФ Владимир Кожин посетили Петербургский Дом ветеранов сцены имени М. Г. Савиной и участвовали в празднике новоселья. Дом ветеранов сцены передан на баланс и в оперативное управление Управлению делами Президента Российской Федерации.

### Семейное положение
Состояла в браке с режиссёром Владимиром Егоровым. Сын — Дмитрий Егоров, режиссёр и драматург.